# Diocèse d'Helena
Le diocèse d'Helena (Dioecesis Helenensis) est un territoire ecclésiastique de l'Église catholique aux États-Unis dont le siège est à la cathédrale Sainte-Hélène dans la ville d'Helena, chef-lieu du comté de Lewis et Clark (Montana). Le diocèse est suffragant de l'archidiocèse de Portland, en Oregon, dont la province ecclésiastique englobe les diocèses de l'Oregon, du Montana et de l'Idaho.

## Historique
Les premiers missionnaires à atteindre les terres du Montana furent les jésuites avec le père Pierre-Jean De Smet, qui en 1840 fonda la mission de Sainte-Marie près de Stevensville, puis la mission de Saint-Ignace dans une région principalement habitée par des Indiens et des chercheurs d'or. La mission des jésuites se concentra surtout sur l'évangélisation des Amérindiens.
Le vicariat apostolique du Montana fut érigé le 3 mars 1868 avec la bulle Summi apostolatus du pape Pie IX et comprenait initialement la partie du Montana à l'est de la ligne de partage des eaux des Montagnes Rocheuses. Le territoire fut détaché du vicariat apostolique du Nebraska (aujourd'hui archidiocèse d'Omaha). Il fut nommé comme premier vicaire apostolique Augustin Ravoux, vicaire général de Saint Paul, qui cependant n'accepta pas la charge ; le vicariat apostolique fut alors confié à l'administration des vicaires apostoliques du Nebraska.
Le 17 avril 1883 il étendit sa juridiction sur tout le Montana, acquérant les territoires du Montana à l'ouest de la ligne de partage des eaux des Montagnes Rocheuses, qui avaient appartenu au vicariat apostolique de l'Idaho (aujourd'hui diocèse de Boise).
Le 7 mars 1884, en vertu du bref apostolique Personam beatissimi du pape Léon XIII, le vicariat apostolique a été élevé au rang de diocèse, avec siège dans la ville d'Helena, capitale du Montana, d'où le diocèse a pris son nom. il fut érigé en suffragant de l'archidiocèse d'Oregon City, qui en 1928 prit le nom d'archidiocèse de Portland. Son premier évêque est d'expression française, Jean-Baptiste Brondel (1842-1903).
Le diocèse englobait tout le Montana, jusqu'à l'érection du diocèse de Great Falls en 1904 regroupant la partie orientale.
Il comptait en 2006, 58 780 catholiques pour une population de 525 000 habitants,
 En 2021, il s'agit de 45 960 catholiques pour 634 591 habitants.

## Ordinaires
- Liste des évêques d'Helena

## Statistiques
- Nombre de prêtres en 1950 : 141 (dont 41 réguliers)
- Nombre de prêtres en 1966 : 153 (dont 16 réguliers)
- Nombre de prêtres en 1990 : 101 (dont 11 réguliers)
- Nombre de prêtres en 2006 : 76 (dont 6 réguliers)
- Nombre de diacres permanents en 2006 : 28
- Nombre de religieux en 1970 : 30
- Nombre de religieux en 1990 : 11
- Nombre de religieux en 2006 : 9
- Nombre de religieuses en 1970 : 201
- Nombre de religieuses en 1990 : 79
- Nombre de religieuses en 2006 : 38
- Nombre de paroisses en 1976 : 61
- Nombre de paroisses en 1999 : 58
- Nombre de paroisses en 2006 : 58

### Articles liés
- Liste des juridictions catholiques aux États-Unis
- Église catholique aux États-Unis